# 普利茅斯州立大學
43°45′32″N 71°41′21″W / 43.75889°N 71.68917°W

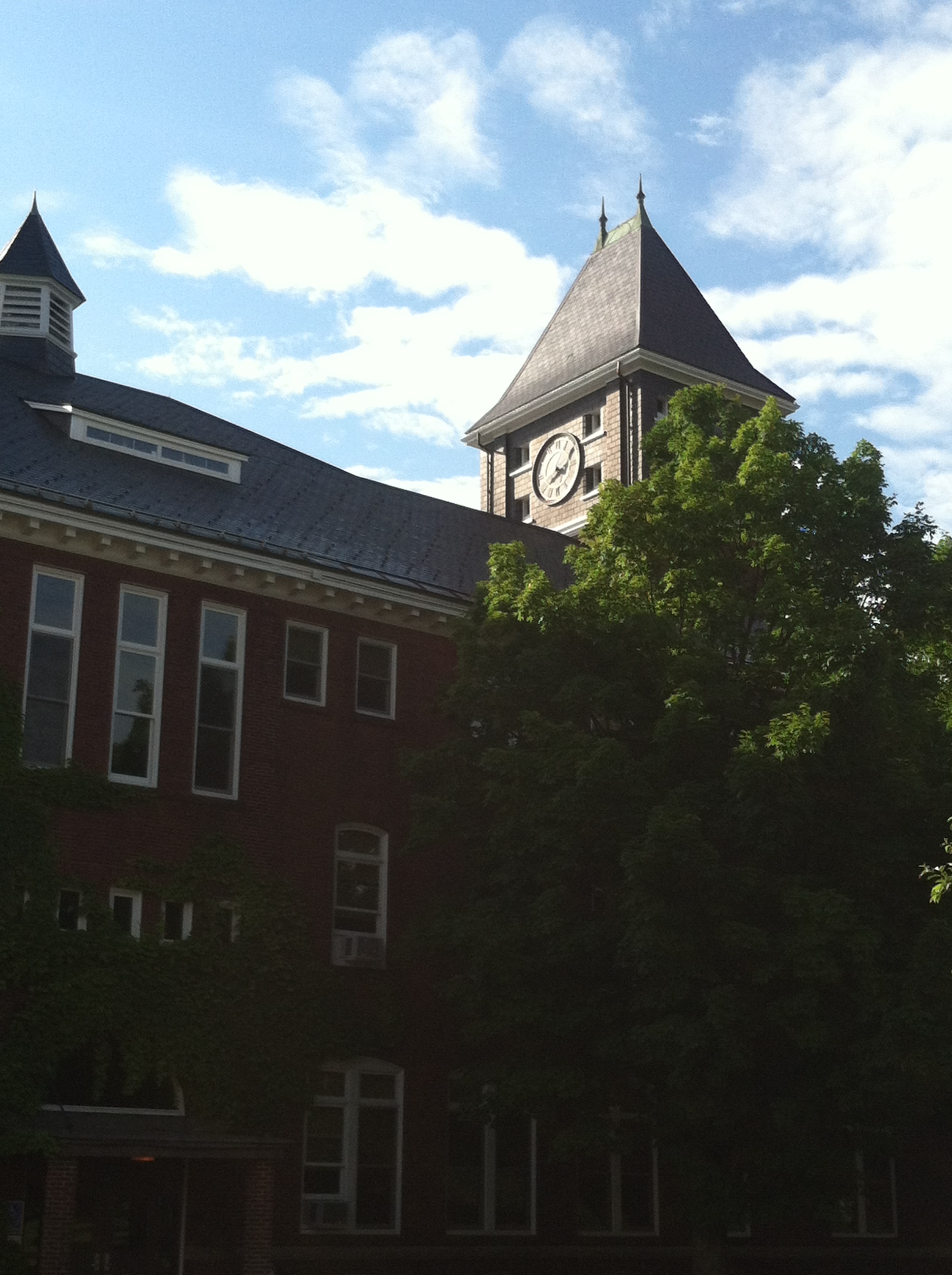
大學的“Rounds Hall”和鐘塔

普利茅斯州立大學（Plymouth State University，縮寫：PSU，原稱：Plymouth State College）是一所位于美国新罕布什爾州普利茅斯的州立大學。該大學創立於1871年，當時是一所教師學院，稱普利茅斯師範學校（Plymouth Normal School），2003年成為州立大學。2015年《美國新聞與世界報道》將其列在“北部地區大學”排名中的第103位。

## 外部連結
- 官方网站
- Official athletics website （页面存档备份，存于）
- Museum of the White Mountains （页面存档备份，存于）